# Frare blau
El frare blau, caparrot, margalida borda o pa de llop (Orobanche ramosa) és una planta amb flor de la família Orobanchaceae.

## Descripció
És una planta paràsita que en alguns casos pot perjudicar els conreus. Les seves arrels es fixen, entre d'altres, a les plantes següents:
- Calabruix (Aetheorhiza bulbosa)
- Mamelletes de monja (Hedypnois rhagadioloides)
- Tabaquera (Nicotiana tabacum)[3]
- Lletsó d'hort (Sonchus oleraceus)
- Trèvol groc (Trifolium campestre)